# Barbadosi mosómedve
A barbadosi mosómedve (Procyon lotor gloveralleni) az emlősök (Mammalia) osztályának ragadozók (Carnivora) rendjébe, ezen belül a mosómedvefélék (Procyonidae) családjába tartozó mosómedve (Procyon lotor) egyik alfaja.
Korábban, egy ideig önálló fajnak vélték Procyon gloveralleni név alatt.

## Előfordulása
Barbados szigetének területén élt. Feltehetően arawak indiánok hozták magukkal Barbados szigetére, amikor nagyjából 1000 évvel ezelőtt betelepültek oda. A mosómedve kedvelt háziasított állatuk lehetett, mely később a szigeten elvadult és szabadon élve önálló alfajjá fejlődött a szigeten.

## Megjelenése
A kontinentális mosómedvénél kisebb volt, ez is az izolált zsugorodásnak egy példája. Sötétszürke szőrzete volt és bandita álarca is volt, mint a mosómedvének. Ennek az állatnak 40 darab foga volt; a fogképlete a következő: {\displaystyle {\tfrac {3.1.4.2}{3.1.4.2}}}. Egyetlen fennmaradt múzeumi példányát a Barbadosi múzeumban őrzik.

## Kihalása
Utolsó ismert példányát 1964-ben találták meg elgázolva Bathsheba közelében. Kihalásához hozzájárulhatott élőhelyének mezőgazdasági területté, elsősorban cukornádültetvénnyé való átalakítása.

### Fordítás
- Ez a szócikk részben vagy egészben  a   Barbados-Waschbär című német Wikipédia-szócikk fordításán alapul.  Az eredeti cikk szerkesztőit annak laptörténete sorolja fel. Ez a jelzés csupán a megfogalmazás eredetét és a szerzői jogokat jelzi, nem szolgál a cikkben szereplő információk forrásmegjelöléseként.